# Memoriał Bronisława Idzikowskiego i Marka Czernego 1999
Memoriał im. Bronisława Idzikowskiego i Marka Czernego 1999 – 32. edycja turnieju w celu uczczenia pamięci polskiego żużlowca Bronisława Idzikowskiego i Marka Czernego, który odbył się dnia 6 czerwca 1999 roku. Turniej wygrał Piotr Świst.

## Wyniki
- Częstochowa, 6 czerwca 1999
- NCD: Mariusz Staszewski – 67,24 w wyścigu 7
- Sędzia: Aleksander Janas

| Msc. | Zawodnik                | Klub            | Pkt |             |  |
| ---- | ----------------------- | --------------- | --- | ----------- |  |
| 1    | (16) Piotr Świst        | Rzeszów         | 13  | (1,3,3,3,3) |  |
| 2    | (12) Wiesław Jaguś      | Toruń           | 12  | (1,2,3,3,3) |  |
| 3    | (5) Sławomir Drabik     | Częstochowa     | 11  | (3,3,2,0,3) |  |
| 4    | (14) Mark Loram         | Wielka Brytania | 11  | (3,3,2,1,2) |  |
| 5    | (6) Piotr Winiarz       | Rzeszów         | 11  | (2,2,2,3,2) |  |
| 6    | (11) Mariusz Staszewski | Częstochowa     | 9   | (2,3,1,2,1) |  |
| 7    | (10) Artur Pietrzyk     | Częstochowa     | 8   | (3,0,0,2,3) |  |
| 8    | (7) Andy Smith          | Wielka Brytania | 8   | (1,1,3,2,1) |  |
| 9    | (2) Maciej Kuciapa      | Rzeszów         | 7   | (2,1,1,3,0) |  |
| 10   | (8) Rafał Osumek        | Częstochowa     | 7   | (0,1,3,1,2) |  |
| 11   | (13) Joe Screen         | Wielka Brytania | 7   | (2,2,2,d,1) |  |
| 12   | (1) Paul Hurry          | Wielka Brytania | 5   | (3,1,0,0,1) |  |
| 13   | (9) Nigel Sadler        | Australia       | 5   | (0,0,1,2,2) |  |
| 14   | (3) Waldemar Walczak    | Toruń           | 3   | (0,2,0,1,d) |  |
| 15   | (4) Piotr Markuszewski  | Toruń           | 3   | (1,0,1,1,0) |  |
| 16   | (15) Robert Mikołajczak | Częstochowa     | 0   | (0,0,0,d)   |  |
|      | rez. Marcel Maliński    | Częstochowa     |     | (0)         |  |

Bieg po biegu
1. [69,95] Hurry, Kuciapa, Markuszewski, Walczak
2. [68,95] Drabik, Winiarz, Smith, Osumek
3. [68,02] Pietrzyk, Staszewski, Jaguś, Sadler
4. [66,91] Loram, Screen, Świst, Mikołajczak
5. [69,04] Drabik, Screen, Hurry, Sadler
6. [67,52] Loram, Winiarz, Kuciapa, Pietrzyk
7. [67,24] Staszewski, Walczak, Smith, Mikołajczak
8. [67,83] Świst, Jaguś, Osumek, Markuszewski
9. [68,84] Świst, Winiarz, Staszewski, Hurry
10. [67,84] Jaguś, Drabik, Kuciapa, Mikołajczak
11. [67,62] Osumek, Loram, Sadler, Walczak
12. [68,33] Smith, Screen, Markuszewski, Pietrzyk
13. [68,34] Jaguś, Smith, Loram, Hurry
14. [69,29] Kuciapa, Staszewski, Osumek, Screen
15. [68,41] Świst, Pietrzyk, Walczak, Drabik
16. [68,98] Winiarz, Sadler, Markuszewski, Mikołajczak
17. [69,90] Pietrzyk, Osumek, Hurry, Maliński Maliński za Mikołajczaka
18. [69,12] Świst, Sadler, Smith, Kuciapa
19. [68,49] Jaguś, Winiarz, Screen, Walczak
20. [68,45] Drabik, Loram, Staszewski, Markuszewski